# Gerhard C. Krischker
Gerhard C. Krischker (* 24. Juni 1947 in Bamberg) ist ein deutscher Lektor, Schriftsteller, Verleger sowie Mundartpoet, der seine Werke überwiegend im Bamberger Dialekt verfasst.

## Leben
Krischker besuchte das Franz-Ludwig-Gymnasium in Bamberg und studierte Germanistik und Geschichte an der Universität Erlangen. Im  Jahr 1975 promovierte er zum Doktor der Philosophie und war bis 2012 Lektor in C.C.Buchners Schulbuchverlag. Im Jahr 1997 erhielt er eine Poetik-Professur an der Universität Bamberg. Einige Jahre lang (ab 31. Juli 1998) war er für die Grün-Alternative Liste (GAL) Bamberg im Stadtrat. Einen Teil seiner Erfahrungen thematisierte er 2002 in dem Buch schlechdä schdoddrod is doiä („Schlechter Stadtrat ist teuer“). Zudem ist er Mitglied im PEN-Zentrum Deutschland.

## Auszeichnungen
- 1979: Förderungspreis der Stadt Nürnberg
- 1980: Kulturpreis der oberfränkischen Wirtschaft
- 1985: Wolfram-von-Eschenbach-Preis
- 1987: Jörg-Scherkamp-Preis
- 1997: Poetik-Professur an der Otto-Friedrich-Universität Bamberg
- 1999: Frankenwürfel
- 2004: E.-T.-A.-Hoffmann-Preis der Stadt Bamberg

## Werke
- Fai obbochd. Gesammelte Dialektdichtung. Kleebaum Verlag, Bamberg 1994
- Die schönsten Bamberger Sagen und Legenden. Verlag Fränkischer Tag, Bamberg 2002
- Muggnschiisla. Neue Dialektgedichte. Collibri Verlag, Bamberg 1992
- Das Wirtshaus im Spessart. Auf Kurt Tucholskys Spuren, zus. mit Robert Gernhardt, Kleebaum Verlag, Bamberg 1996
- Meine Fränkische, zus. mit Erich Weiß. Verlag Fränkischer Tag, Bamberg 1999
- Meine Haßberge, zus. mit Erich Weiß. Verlag Fränkischer Tag, Bamberg 2000
- schlechdä schdoddrod is doiä. bambärchä rodhausschbrüchla. Bamberg: Kleebaum Verlag 2002
- Fränkische Weinlese, zus. mit Godehard Schramm. Kleebaum Verlag, Bamberg 2003
- Mein Bamberg, zus. mit Erich Weiß. Verlag Fränkischer Tag, Bamberg 2004
- Meine Fränkische Toskana. Kleebaum Verlag, Bamberg 2007
- Un dä basdl hodd doch rächd. Das fünfte Evangelium im Bamberger Dialekt. Selbstverlag, Bamberg 1979
- Mißtraut euren Schulbüchern … Das Schulbuch in der Literatur. Otto-Friedrich-Universität, Bamberg 1985
- Bei Gott eine schöne Stadt. Verlagsbuchhandlung Collibri, Bamberg 1988
- Bamberg und Bambergs unbequeme Bürger, Collibri Verlag, Bamberg
- Overseas call. Eine US-Anthologie. 200 Amerikagedichte von zeitgenössischen deutschen Autoren. Edition Isele, Eggingen 1989
- Gee dsu - blaib doo. Die 100 besten Gedichte. ars vivendi, Cardolzburg 2017, ISBN 978-3-86913-888-6.